# مگس‌های بال‌نگاری
مگس‌های بال‌نگاری(نام علمی: Ulidiidae) نام یک تیره از زیرراسته کوتاه‌شاخکان است.